# Palasport Fondo Patti
Il palasport Fondo Patti è il principale palazzetto dello sport di Palermo.
Il nome deriva dall'area di Palermo nella quale si trova, nel quartiere di Partanna Mondello in via dell'Olimpo.

## Struttura
L'impianto è predisposto per accogliere i seguenti sport:
- pallavolo
- basket
- pallamano
- pugilato
- scherma
- arti marziali

Veniva utilizzato dalle squadre di pallavolo e basket della città, ma viene spesso usato per concerti e spettacoli importanti.

## Storia
L'impianto, progettato dall'architetto Manfredi Nicoletti, venne inaugurato il 3 ottobre 1999 e la sua capienza è di oltre 6.000 posti a sedere, dispone di un parcheggio di 500 posti auto.
Nell'aprile del 2008 a causa di una forte tempesta, ma soprattutto per l'inefficienza e l'incuria dell'amministrazione comunale, da un danno di soli €. 200.000,00 si è passati al totale abbandono della struttura che sta lentamente portando alla distruzione della struttura.
Nell'aprile 2014, a 6 anni dalla chiusura, il comune ha annunciato i lavori di recupero dell'impianto, per una durata di 1 anno ed una spesa di circa 1.2 milioni di euro, nella spesa è inserito anche il costo di restauro del Diamante Fondo Patti.
A luglio 2016 sarebbero dovuti partire  i lavori per il risanamento del tetto e poi anche i lavori per l'interno del palazzetto e il diamante che sarebbe il campo da baseball. Il Comune e il Coni hanno speso 13,5 milioni di euro. Allo stato attuale, gennaio 2021,  la fase di indagini e progettazione si potrebbe concludere l’estate prossima e i lavori sarebbero appaltati nell’inverno 2021/2022.

## Lista di alcuni concerti ospitati
- 10/11/12 maggio 2000,  Tour Blu - ll Viaggio di Claudio Baglioni, registrato il sold out oltre 5 mesi prima del concerto per tutte le date;
- 3 dicembre 2002, GH-Le cose non vanno mai come credi Tour di Giorgia;
- 26 aprile/12 maggio 2003, Notre Dame de Paris;
- 7 marzo 2005, Pearl Days di Elisa (sold out)
- 12 febbraio 2006, Campus Tour di Antonello Venditti;
- 9 e 10 novembre 2006, Tutti Qui di Claudio Baglioni (sold out);
- 9 marzo 2007, Europe 2007 Tour  dei Deep Purple (sold out);
- 22 maggio 2007, Safari Tour di Jovanotti (sold out);
- 22 novembre 2007, Max Pezzali 2007 Tour di Max Pezzali;
- 22 febbraio 2008, Eclissi Tour dei Subsonica;
- 7 marzo 2008, Giannabest di Gianna Nannini;
- 10 marzo 2008, Stonata Tour di Giorgia;
- 15 marzo 2008, Dalle pelle al cuore di Antonello Venditti.